# Selensyrlighet
Selensyrlighet är en oxosyra av selen med formeln H2SeO3. Salter av selensyrlighet kallas seleniter.

## Framställning
Selensyrlighet bildas när selendioxid löses i vatten.
{\displaystyle {\rm {SeO_{2}+H_{2}O\rightarrow H_{2}SeO_{3}}}}

## Användning
Selensyrlighet används för patinering av koppar, brons och mässing. Det ger en vacker mörkbrun yta.